# Albert Ulrik Bååth
Albert Ulrik Bååth (ur. 13 lipca 1853 w Malmö, zm. 2 sierpnia 1912 w Onsala) – poeta szwedzki. 
Był starszym wykładowcą literatury staroskandynawskiej w Göteborgu. Uważany jest za twórcę, który jako pierwszy przyjął naturalistyczną metodę pisania. Debiutował w 1879. Nie wykazywał większego zainteresowania kunsztownymi formami wersyfikacyjnymi i sięgał po dawne, rodzime rodzaje wiersza. Koncentrował się na problematyce egzystencjalnej, zwłaszcza na trudnych warunkach życia. Był również tłumaczem. Jako pierwszy przełożył na szwedzki staroislandzką Sagę o Njalu. Prywatnie był bratem pisarki Cecilii Bååth-Holmberg.